# Омсктехуглерод
Омсктехуглерод — одно из крупнейших в мире предприятий, специализирующихся на выпуске технического углерода, крупнейшее в России. Завод расположен в южной части города Омска, вблизи ж/д станции Московка. Волгоградский завод технического углерода расположен в южной части Волгограда, в Красноармейском районе вблизи ж/д станции Татьянка-Южная. Продукция заводов — технический углерод (устаревшее и неточное наименование «сажа» или сажевый завод ) — широко применяется в шинной, резинотехнической, лакокрасочной промышленности, полиграфии, производстве полимеров и электрических кабелей.

## История

### Омсктехуглерод
Свою историю предприятие начало ещё в годы Великой Отечественной войны, когда в 1942 году в Сибирь было эвакуировано оборудование Ярославского и Кудиновского сажевых заводов. Первая продукция была получена 7 апреля 1944 года, а спустя три года предприятие вышло на проектную мощность — 10 тысяч тонн технического углерода в год. С 1992 года завод начал активно осваивать западный рынок. Сегодня большая часть продукции экспортируется на европейские предприятия. Среди потребителей заводы компаний: Michelin, Goodyear, Continental AG, Pirelli, Сибур. В 1998 году предприятие первым в отрасли получило сертификат Госстандарта России на соответствие системы менеджмента качества требованиям ГОСТ Р ИСО 9002-1996. В дальнейшем соответствие системы качества требованиям ИСО 9001 подтверждается международным независимым органом TUV. С 2004 года после ввода в строй собственной электростанции мощностью 18 МВт предприятие полностью обеспечивает свои энергопотребности. В настоящее время предприятие имеет крупнотоннажное, автоматизированное производство непрерывного действия, модульного типа. Годовое производство достигает 280 тысяч тонн технического углерода в год. Завод выпускает более 20 марок технического углерода в соответствии с отечественным ГОСТ 7885 и американским стандартом ASTM D1756. Первым в России, предприятие освоило выпуск продукции марок N234, N326, а также электропроводного техуглерода.

### Волгоградский завод технического углерода
Завод вступил в строй 30 декабря 1964 года. Продукция завода — Технический углерод (устаревшее и неточное наименование «сажа») — широко применяется в шинной, резинотехнической, лакокрасочной промышленности, полиграфии, производстве полимеров и электрических кабелей. В 1970 году общий объём вырабатываемой продукции составил 65 тысяч тонн в год. На конец восьмидесятых годов производственная мощность предприятия составляла 200 тысяч. Таким образом, Волгоградский завод являлся самым крупным в стране. Годовое производство достигает 100 тысяч тонн техуглерода. В 2005 году завод был приобретен Омсктехуглеродом.

## Собственники
100 % ООО «Омсктехуглерод» принадлежит кипрской компании ОМСККАРБОН ГРУПП ЛИМИТЕД.